# Zdeslavice (Číhošť)
Zdeslavice (německy Sdislwaitz) je malá vesnice, část obce Číhošť v okrese Havlíčkův Brod. Nachází se asi 1,5 km na západ od Číhošti. V roce 2009 zde bylo evidováno 20 adres. V roce 2001 zde žilo 31 obyvatel.
Zdeslavice je také název katastrálního území o rozloze 2,17 km2.

## Galerie

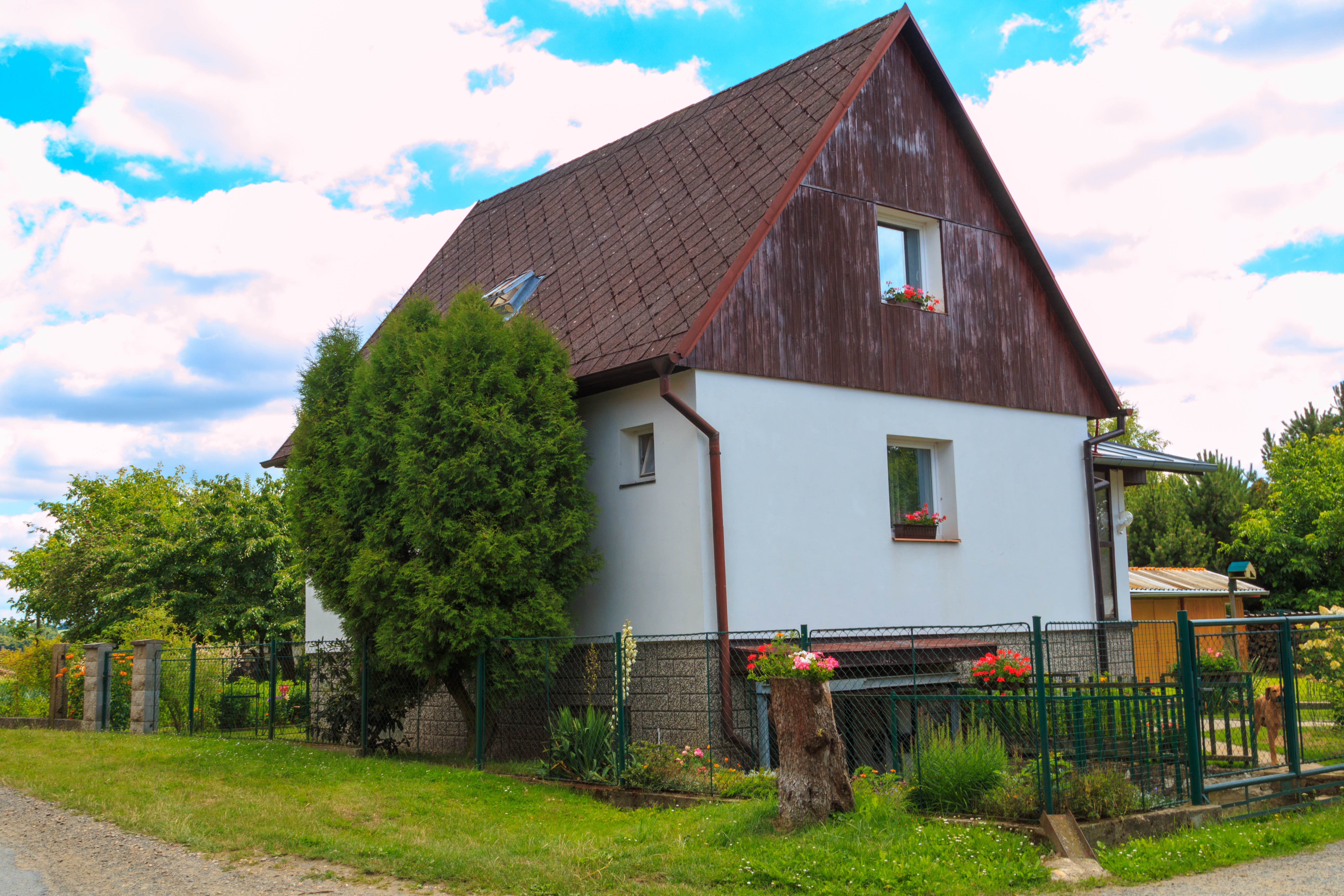
Zdeslavice u Číhošti čp. 15
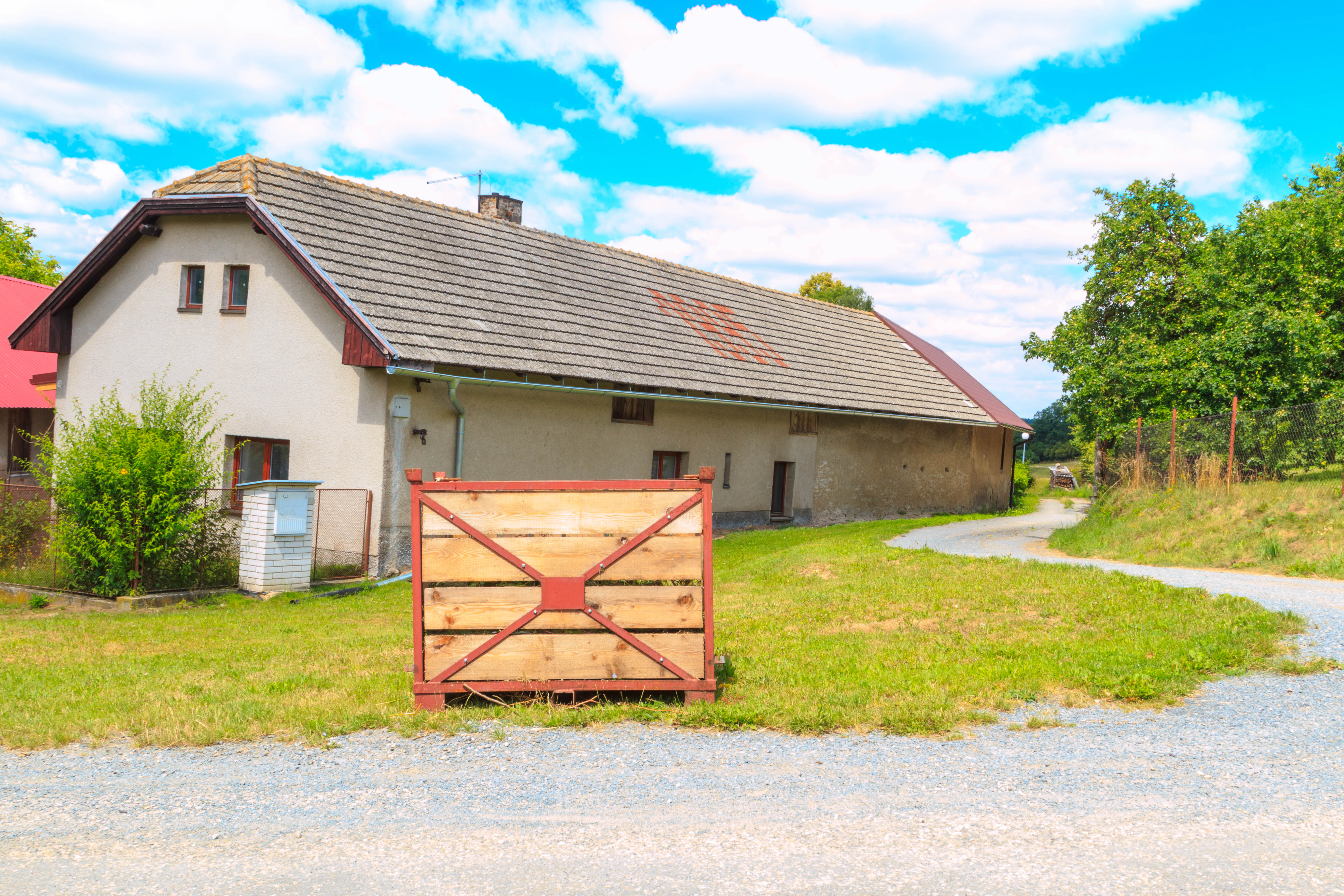
Zdeslavice u Číhošti čp. 8
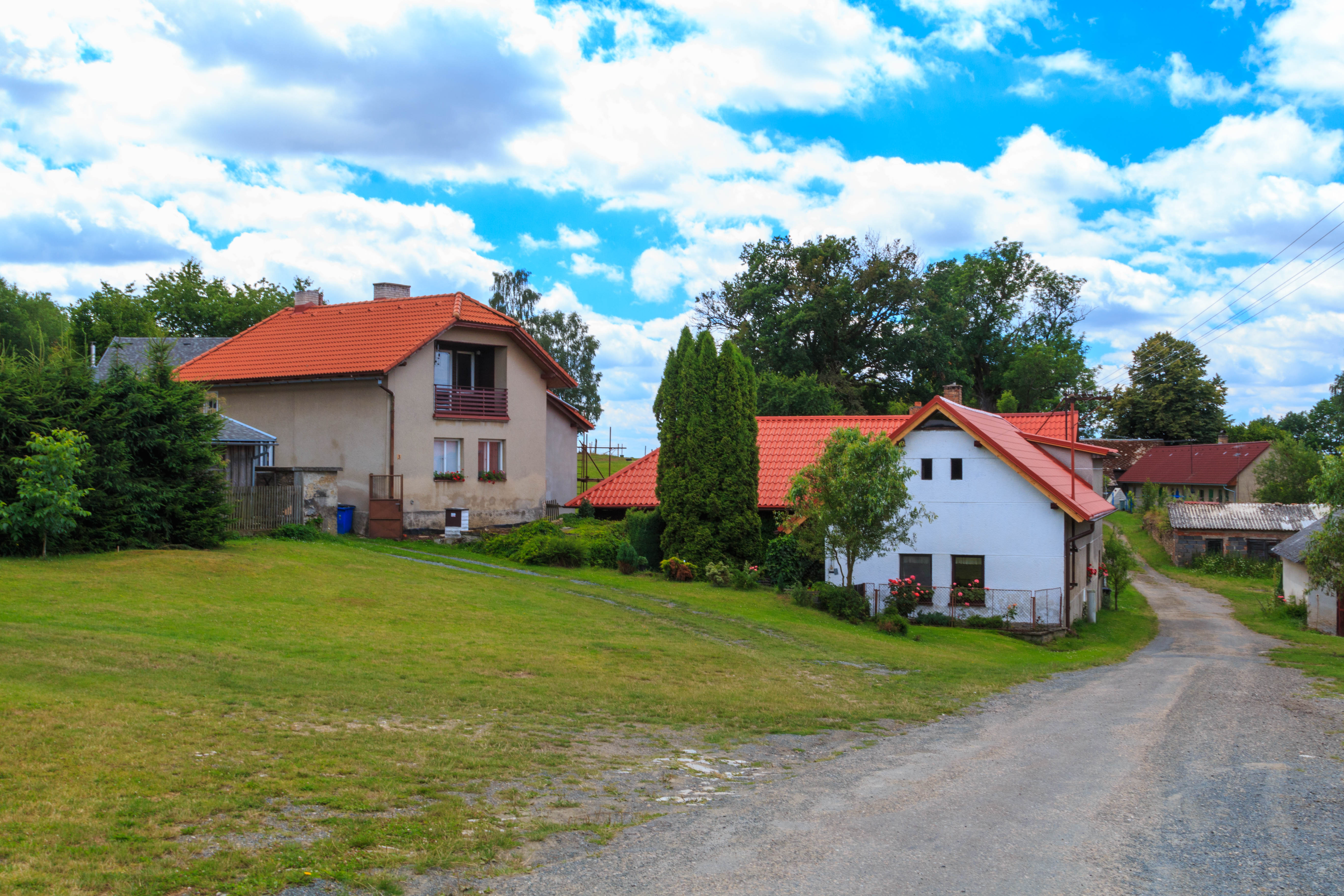
Zdeslavice u Číhošti čp. 18
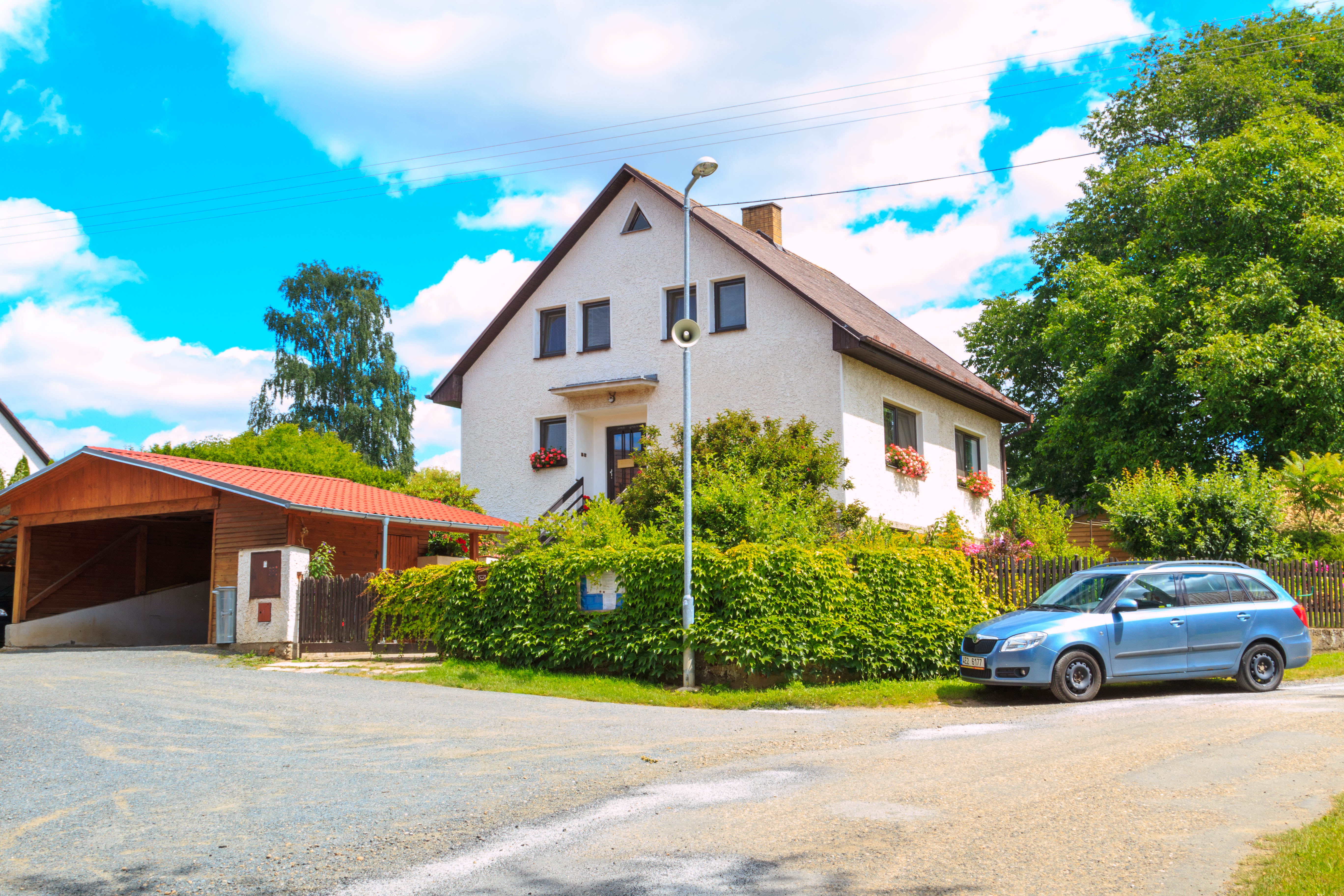
Zdeslavice u Číhošti čp. 5